# Dwayne Haskins
Dwayne Haskins (Highland Park, 3 maggio 1997 – Fort Lauderdale, 9 aprile 2022) è stato un giocatore di football americano statunitense che militò nel ruolo di quarterback nella National Football League (NFL).

## Biografia

### Carriera sportiva universitaria
Haskins al college giocò a football con gli Ohio State Buckeyes dal 2016 al 2018. Nell'ultima stagione fu premiato come giocatore dell'anno della Big Ten Conference e vinse il Sammy Baugh Trophy come miglior passatore nel college football.

### Carriera professionistica

#### Washington Redskins/Football Team

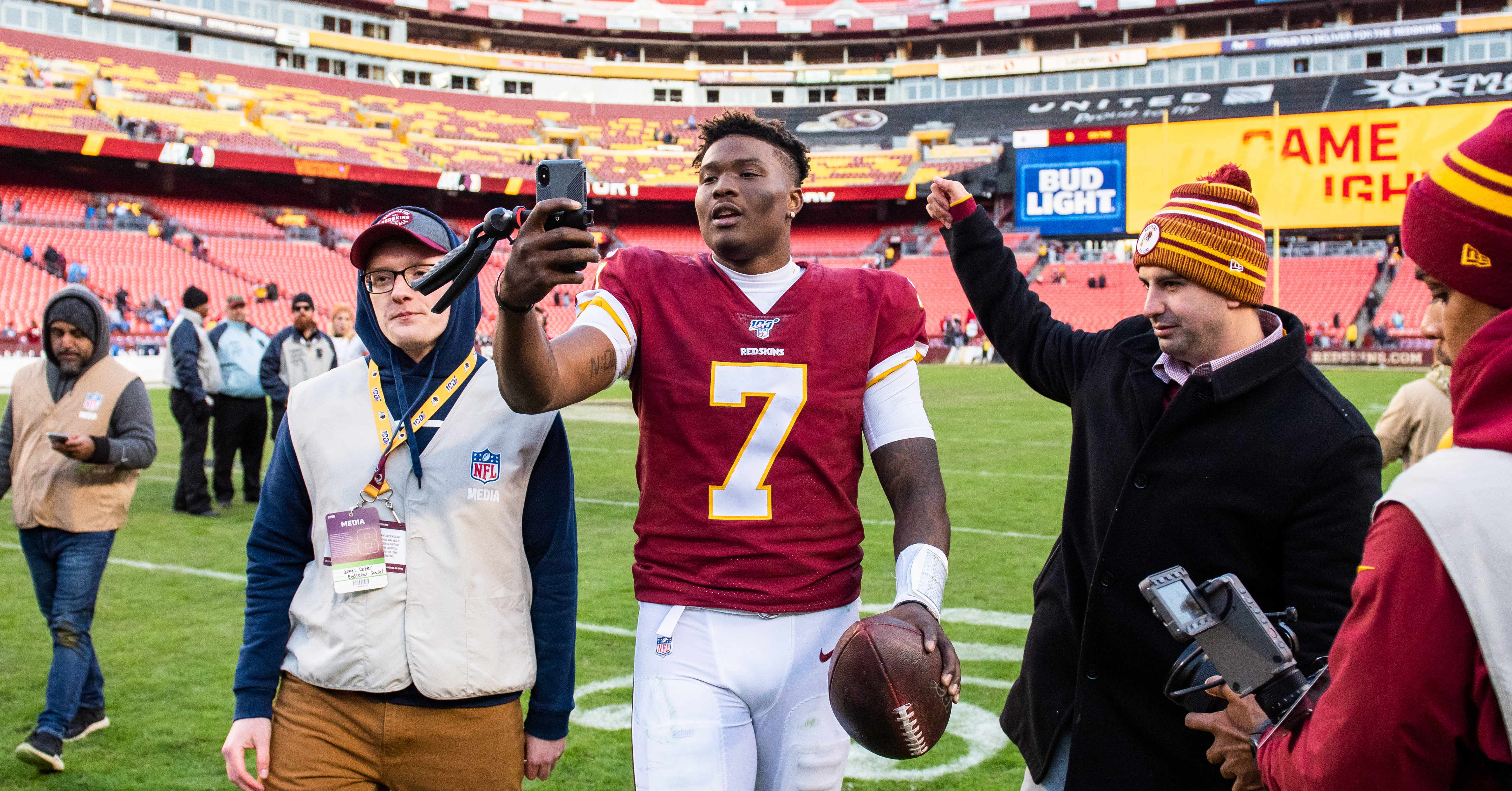
Haskins dopo la sua prima vittoria come QB titolare nel 2019

Haskins fu scelto nel corso del primo giro (15º assoluto) del Draft NFL 2019 dai Washington Redskins. Inizialmente la squadra gli preferì come titolare il veterano Case Keenum ma nel quarto turno, dopo un'altra prestazione poco convincente, Haskins gli subentrò contro i New York Giants, non riuscendo però a guidare la squadra alla rimonta e terminando con 107 yard passate e 3 intercetti subiti. La prima partita da titolare la disputò nel nono turno contro i Buffalo Bills passando 144 yard nella sconfitta per 24-9. La prima vittoria come partente giunse nel dodicesimo turno contro i Detroit Lions in cui passò 156 yard e subì un intercetto. Nel quindicesimo turno passò 261 yard e 2 touchdown contro i Philadelphia Eagles venendo premiato come rookie della settimana. La settimana successiva fu portato fuori dal campo in barella per un infortunio alla caviglia che lo costrinse a saltare la partita dell'ultimo turno. La sua stagione da rookie si chiuse con 1.365 yard passate, 7 touchdown e 7 intercetti subiti in 9 presenze, di cui 7 come titolare.
Nella prima partita della stagione 2020 Haskins passò 178 e un touchdown, con la sua squadra che rimontò uno svantaggio di 17-0 contro gli Eagles andando a vincere per 27-17. Seguirono tre prestazioni negative e altrettante sconfitte che portarono l'allenatore Ron Rivera a preferirgli come titolare Kyle Allen per la gara della settimana 5. Tornò titolare nella settimana 15 dopo gli infortuni di Allen e di Alex Smith. Dopo una prestazione mediocre nel penultimo turno contro i Carolina Panthers in cui finì per essere sostituito, il 28 dicembre 2020 fu svincolato.

#### Pittsburgh Steelers
Il 21 gennaio 2021, Haskins firmò con i Pittsburgh Steelers.

### Morte
Haskins morì nel 2022, vittima di un incidente stradale mentre tentava di attraversare l'autostrada a piedi.

## Palmarès
- Rookie della settimana: 1

15ª del 2019